# Ďurkovce
Ďurkovce (in ungherese Gyürki, in tedesco Jörg) è un comune della Slovacchia facente parte del distretto di Veľký Krtíš, nella regione di Banská Bystrica.

## Storia
Il villaggio fu citato per la prima volta in un documento storico nel 1262 con il nome di Gurky. Nel 1351 appartenne alla città di Vinica e successivamente ai nobili Gyürkiy, una famiglia feudataria locale. Nel XVI secolo il comune fu distrutto dai Turchi. Dal 1938 al 1945 è appartenuto all'Ungheria.